# Calathea truncata
Calathea truncata là một loài thực vật có hoa trong họ Marantaceae. Loài này được (Link ex A.Dietr.) K.Schum. mô tả khoa học đầu tiên năm 1902.